# Banshee's Last Cry
Banshee's Last Cry, i Japan känd som Kamaitachi no Yoru (かまいたちの夜?  "Kamaitachis natt"), är en visuell roman som utvecklades och släpptes av Chunsoft till flera plattformar, först till Super Famicom den 25 november 1994. Spelet blev en av Chunsofts mest populära titlar och från 2002 såldes spelet i 1,25 miljoner exemplar. Super Famicom-versionen sålde mer än 700 000 exemplar och PlayStation-versionen i över 330 000 exemplar. Spelets stora framgångar i Japan banade väg för romaner, ett radiodrama och en TV-film 2002. År 2011 visades spelet i det 113:e avsnittet av Game Center CX. Den 24 januari 2014 släppte Aksys Games en engelskspråkig version av spelet till IOS, och de planerar även att släppa det till Android.[uppföljning saknas]
År 2017 rankades det som det sjätte bästa äventyrsspelet genom tiderna i Famitsu läsarundersökning.
Spelet är den första i Kamaitachi no Yoru-serien, och har fått tre uppföljare: Kamaitachi no Yoru 2: Kangokujima no Warabe Uta, Kamaitachi no Yoru X3: Mikazukishima Jiken no Shinsou och Shin Kamaitachi no Yoru: 11ninme no Suspect